# Karl Muck

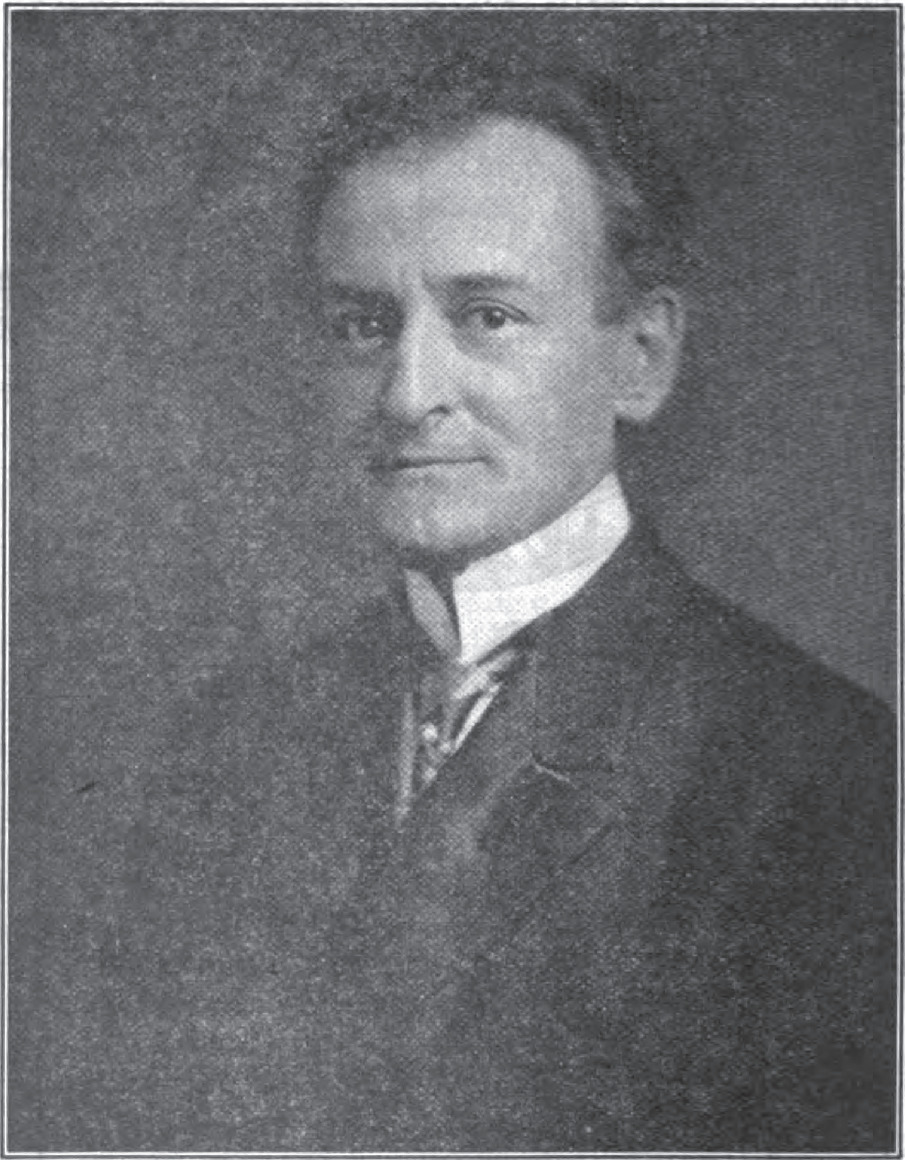
Karl Muck, 1914

Karl Muck (ur. 22 października 1859 w Darmstadt, zm. 3 marca 1940 w Stuttgarcie) – niemiecki dyrygent.

## Życiorys
W Heidelbergu studiował filologię i filozofię, później kierunki muzyczne. W 1877 przeniósł się do Lipska, by tam dokończyć edukację muzyczną. W 1880 wystąpił w sali Lipskiego Gewandhausu w roli pianisty. Spotkanie z Richardem Wagnerem otworzyło jego wrażliwość na brzmienie orkiestry i podjął decyzję o wstąpieniu na podium dyrygenta. W ciągu kilku lat zdobył opinię niekwestionowanego mistrza batuty w dziedzinie dzieł orkiestrowych Richarda Wagnera. W 1886 wyjechał do Pragi na zaproszenie Angelo Neumanna, szefa Praskiego Teatru by objąć posadę drugiego dyrygenta. Od tego momentu sława Karla Mucka obiega wszystkie stolice Europy. Karl Muck koncertował tam z dużymi sukcesami: Berlin, Hamburg, Londyn, Paryż i kilkukrotnie Petersburg 1888–1889. Cosima Wagner, córka Liszta, eksmałżonka Hansa von Bülowa, a wdowa po Richardzie Wagnerze otwiera przed nim teatr w Bayreuth, gdzie dyryguje już regularnie – najczęściej Parsifala, a w 1909 Lohengrina. w 1908 wraz z Richardem Straussem rozpoczął współpracę z operą berlińską, gdzie dyrygował aż do 1912. Otwarty konflikt (1912) z szefostwem placówki przyspieszył jego decyzję o wyjeździe do USA, gdzie objął młodą, bo powstałą w 1906, ale już świetną Bostońską Orkiestrę Symfoniczną. W 1914 wybuchła I wojna światowa. Fanatyczni "patrioci" amerykańscy oskarżyli Karla Mucka o szpiegostwo, ale do 1917 jego pozycja wydawała się być niezagrożona. W rok po wypowiedzeniu wojny Niemcom przez Stany Zjednoczone, Karl Muck został internowany. Lata 1918–1919 spędził w obozie dla internowanych. Po powrocie do Europy (pod koniec sierpnia 1919) podjął pracę kapelmistrza koncertując w Berlinie i Bayreuth. Niestety kłopoty w Stanach odbiły się na zdrowiu muzyka i szybko wycofał się z życia publicznego by oddać się poezji i filozofii. Zmarł w 1940.

## Osiągnięcia
Przez trzy kolejne dekady dyrygował wszystkimi Wagnerowskimi przedstawieniami w Bayreuth. Wystawił wszystkie Wagnerowskie opery i pozostał w pamięci melomanów jako Ten, który znał Wagnera. W historii muzyki pozostaną jego wykonania dzieł wagnerowskich zarejestrowane podczas koncertów w Berlinie, Bayreuth i w Rosji. Z dzisiejszego punktu widzenia, są one bardzo niedoskonałe technicznie i dyrygowane z osobliwym dystansem, który w dzisiejszych czasach jest niezwykle rzadki. Precyzja rytmiczna i ścisłe realizowanie partytury to cechy, które być może zaszczepił mu sam Richard Wagner. Oprócz płyt Miełodii dostępne są także płyty wydawane przez małe niezależne wytwórnie np. VAI AUDIO udostępniła nagrania z lat 1927-1928 na dwupłytowym albumie Karl Muck - The Electrical Wagner Recordings for Orchestra (1927-1928)